# کاپانوری
کاپانوری (به ایتالیایی: Capannori) یک کومونه در ایتالیا است که در استان لوکا واقع شده‌است.

## خصوصیات
کاپانوری ۱۵۶ کیلومترمربع مساحت و ۴۲٬۸۴۹ نفر جمعیت دارد و ۱۵ متر بالاتر از سطح دریا واقع شده‌است.

## خواهرخوانده
شهرهای La Gaude و لوسهایم ام زی خواهرخوانده‌های کاپانوری هستند.